# Cydistomyia jactum
Cydistomyia jactum är en tvåvingeart som beskrevs av H. Oldroyd 1949. Cydistomyia jactum ingår i släktet Cydistomyia och familjen bromsar.
Artens utbredningsområde är Mauritius. Inga underarter finns listade i Catalogue of Life.